# Viktor-Adler-Plakette

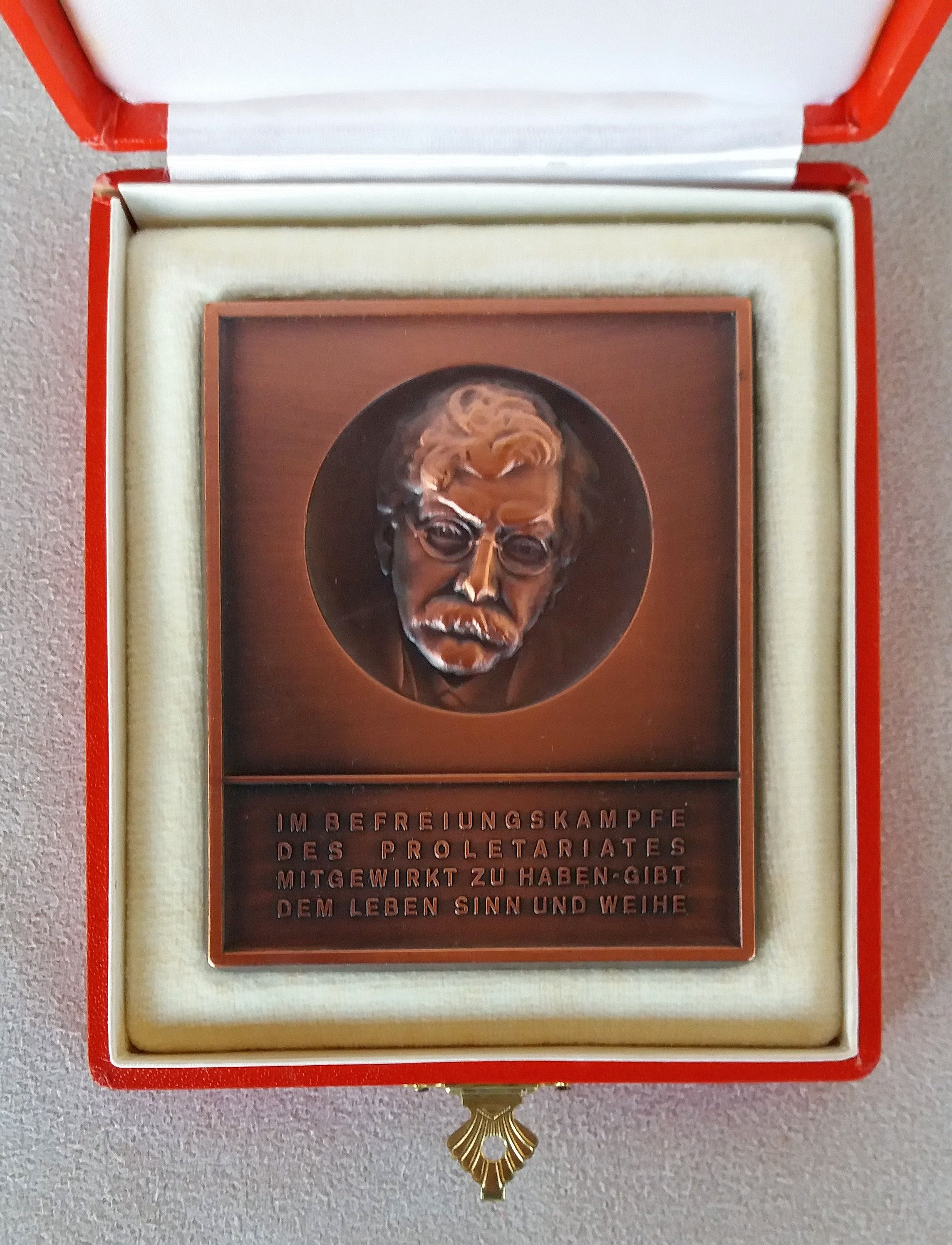
Viktor-Adler-Plakette im Etui

Die Viktor-Adler-Plakette, auch Victor-Adler-Plakette geschrieben, ist die höchste Auszeichnung der Sozialdemokratischen Partei Österreichs (SPÖ). Sie ist nach dem Politiker und Begründer der Partei, Victor Adler (1852–1918), benannt.
Mit ihr werden besonders verdienstvolle Mitglieder der SPÖ geehrt. Voraussetzung ist eine 25-jährige Aktivität bei der Partei sowie eine 40-jährige Mitgliedschaft. Des Weiteren muss der Empfänger dieser Plakette sein 60. Lebensjahr vollendet haben.

## Bekannte Träger (Auswahl)

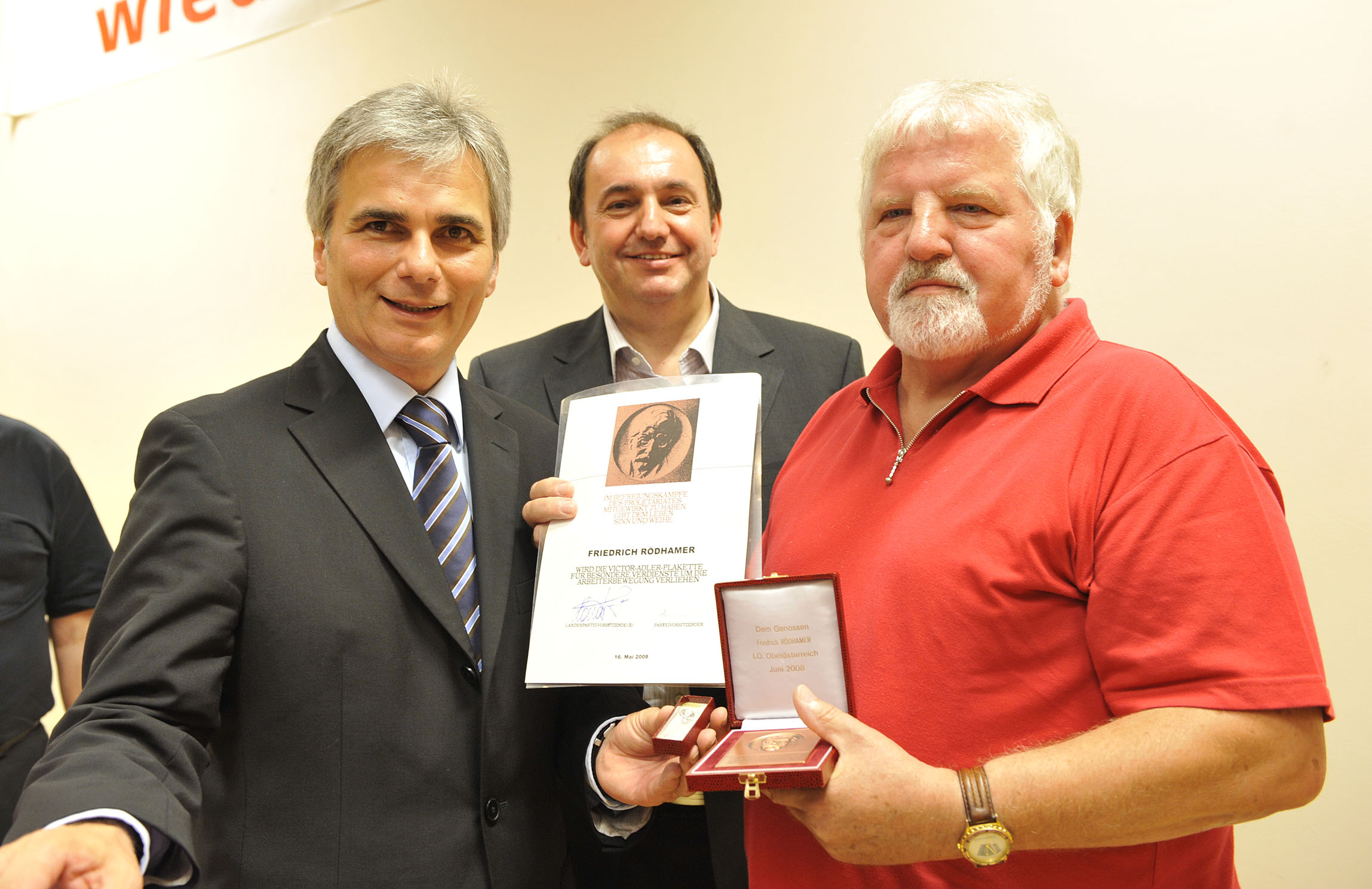
Der Bundesparteiobmann Werner Faymann (links) und der Landesvorsitzende der SPÖ Oberösterreich Erich Haider (Mitte) verliehen 2008 Friedrich Rodhammer die Viktor-Adler-Plakette.

- Manfred Ackermann (1898–1991)
- Eveline Andrlik (1935–2016)
- Hannes Androsch (1938–2024)
- Ilse Barea-Kulcsar (1902–1973)
- Eduard Chrastek (1913–1988)
- Rupert Dworak (* 1962)[4]
- Richard Freund (1881–1974)
- Walter Gratsch (1924–2017)
- Ferdinand Gstöttner (1942–2018)
- Alfred Gusenbauer (* 1960)
- Friedrich Hammer (1929–2015)
- Michael Häupl (* 1949)
- Eleonora Hostasch (* 1944)
- Reinhard Hundsmüller (* 1956)[5]
- Peter Kaiser (* 1958)
- Peter Kostelka (1946–2025)[6]
- Franz Koci (1899–1966)
- Stella Klein-Löw (1904–1986)
- Johann Maier (* 1952)[7]
- Frieda Nödl (1898–1979)
- Karin Renner (* 1965)[8]
- Hans Schickelgruber (1922–2003)
- Karl Schlögl (* 1955)
- Wilhelm Stemmer (1909–1984)
- Günter Tolar (* 1939)
- Christa Vladyka (* 1955)[9]